# Glacier des Évettes
Le glacier des Évettes est un glacier de France situé en Savoie, en Haute-Maurienne. Ce glacier de cirque se trouve au pied de l'Albaron au sud-ouest, de la pointe de Chalanson et la Petite Ciamarella au sud, la Grande Ciamarella au sud-est et les pointes Tonini et de la Séa à l'est. Ses eaux de fonte donnent naissance à la Reculaz qui traverse le Plan des Évettes, à l'emplacement de l'ancienne langue glaciaire du glacier.

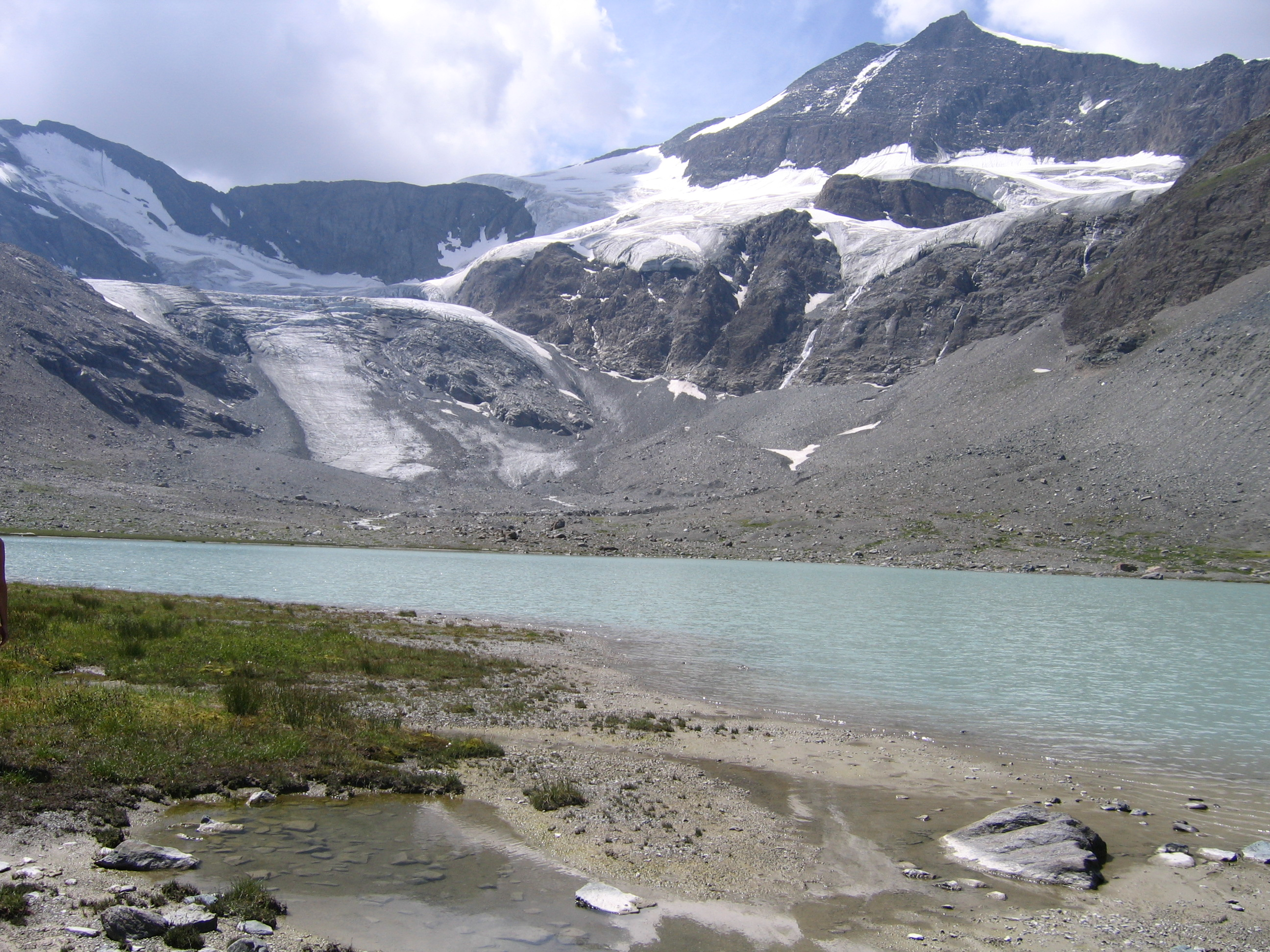
Vue du glacier des Évettes et du lac des Évettes depuis le Plan des Évettes.